# Enrico Augusto Banfi
Enrico Augusto Banfi (1948 ) es un naturalista, agrostólogo y botánico italiano .
Desde 2001, es director del Museo de Historia Natural de Milán, donde, además de los compromisos de la dirección, coordina la investigación de las diferentes secciones del Museo de la Ciencia y participa en sistemática y taxonomía de Poaceae, con especial atención a Triticeae, Poeae, Paniceae. Es autor de 57 publicaciones científicas y populares.

## Algunas publicaciones
- Soldano, A. 2004.

### Libros
- enrico Banfi, francesca Cosolino. 2012. Alberi. Conoscere e riconoscere tutte le specie più diffuse di alberi spontanei e ornamentali. Guía compacta. Ed. De Agostini, 322 pp. ISBN 8841876832, ISBN 9788841876831

- ---------------, ------------------------. 2010. Flora mediterranea. Conoscere, riconoscere e osservare tutte le piante mediterranee più diffuse. Guía compacta. Ed. De Agostini, 319 pp. ISBN 8841861916, ISBN 9788841861912

- ---------------, ------------------------. 2000. La flora mediterranea: conoscere, riconoscere e osservare tutte le piante mediterranee più diffuse. Guía compacta. Ed. Istituto geografico De Agostini, 319 pp. ISBN 8841574852, ISBN 9788841574850
- La abreviatura «Banfi» se emplea para indicar a Enrico Augusto Banfi como autoridad en la descripción y clasificación científica de los vegetales.[1]